# دوناس
دوناس هو بابا الكنيسة الكاثوليكية منذ 2 نوفمبر 676 وتوفي في 11 إبريل 678
في عهده لم تصل رسالة الإمبراطور، التي يفترض فيها أن تعلن حلول السلام بعد نزاعات عقائدية طويلة. وقد عادت كنيسة رافينا في عهده إلى الشراكة مع روما بعد الانشقاق الذي بدأ في عهد البابا أوغينيوس الأول